# Richard McCoy
Richard Floyd Jr. McCoy (Kinston, 7 dicembre 1942 – Virginia Beach, 9 novembre 1974) è stato un criminale e militare statunitense.
Nel 1972, dietro richiesta di riscatto, dirottò un aereo passeggeri della United Airlines; fu successivamente sospettato di essere l'autore del precedente dirottamento aereo noto come caso "D. B. Cooper", avvenuto 4 mesi e mezzo prima e tuttora irrisolto, visto il modus operandi pressoché identico.

## Biografia

### Prima del dirottamento
Nato a Kinston, nella Carolina del Nord, nel 1942 si iscrive alla Brigham Youth University (BYU). Viene successivamente chiamato dall'Esercito Statunitense per un tour of duty, servizio obbligatorio di due anni. Espleta il servizio nella Guerra del Vietnam, come esperto di demolizioni e pilota. Viene richiamato successivamente dall'Esercito, dopo essersi sposato nel 1965 con Karen Burns, conosciuta all'università da cui ha due figli, Chanti e Richard.
Per il suo servizio in Vietnam viene insignito del Cuore di Porpora, della Army Commendation Medal e della Distinguished Flying Cross. Al definitivo rientro nello Utah presta servizio presso la Guardia Nazionale dello Stato come sottufficiale e insegna presso una scuola Mormona. Coltiva poi la passione per il paracadutismo. Prosegue gli studi presso la BYU.

### Dirottamento aereo, indagini, arresto e condanna
Nel 1972 McCoy si imbarca a Denver come passeggero sul volo United 855, sotto il falso nome di James Johnson. L'aereo, un Boeing 727 con scaletta di accesso/discesa posta sul posteriore, era dello stesso tipo dell'aereo dirottato nel 1971 da Cooper. McCoy minaccia il personale in servizio con una bomba a mano e una pistola scarica e, così come Cooper, si lancia in volo dalla scaletta posteriore dopo aver ottenuto un riscatto di 500 000 dollari.
Le indagini da parte dell'FBI iniziano subito. Gli agenti sono messi sulla giusta pista grazie a un motociclista che rivela di aver dato un passaggio a un uomo con una divisa da paracadutista presso un fast food nel giorno stesso del dirottamento e nella stessa zona da cui McCoy si era lanciato. Due giorni dopo viene arrestato mentre è in servizio per la Guardia Nazionale, anche grazie ai rilievi delle impronte digitali lasciate sul velivolo. Viene successivamente condannato a 45 anni di reclusione per pirateria aerea. Fu detenuto presso il Penitenziario Federale di Lewisburg, in Pennsylvania.
Il 10 agosto 1974 McCoy evade dal penitenziario con la complicità di altri due detenuti, sfondando il cancello principale del carcere con un furgone per i rifiuti. A novembre dello stesso anno, e dopo 3 mesi in cui se ne erano perse le tracce, l'FBI lo rinviene a Virginia Beach: entrando nella sua abitazione, McCoy trova degli agenti federali ad attenderlo e ne scaturisce una sparatoria in cui rimane ucciso.

## Influenza culturale
Nel 1991 gli agenti federali Bernie Rhodes e Russel P. Calame pubblicarono il libro D. B. Cooper: The Real McCoy. I due investigatori studiarono il caso McCoy e il caso D.B. Cooper sottolineandone le affinità e concludendo che i due dirottamenti fossero opera della stessa persona. Oltre al modus operandi, gli autori ricordarono come sull'aereo dirottato da Cooper fosse stato ritrovato un medaglione della Brigham Young University con le iniziali di McCoy sul retro. Le accuse furono fortemente respinte dalla vedova Karen McCoy che presentò anche un'ingiunzione contro la pubblicazione del libro, senza successo.